# Zeltlager

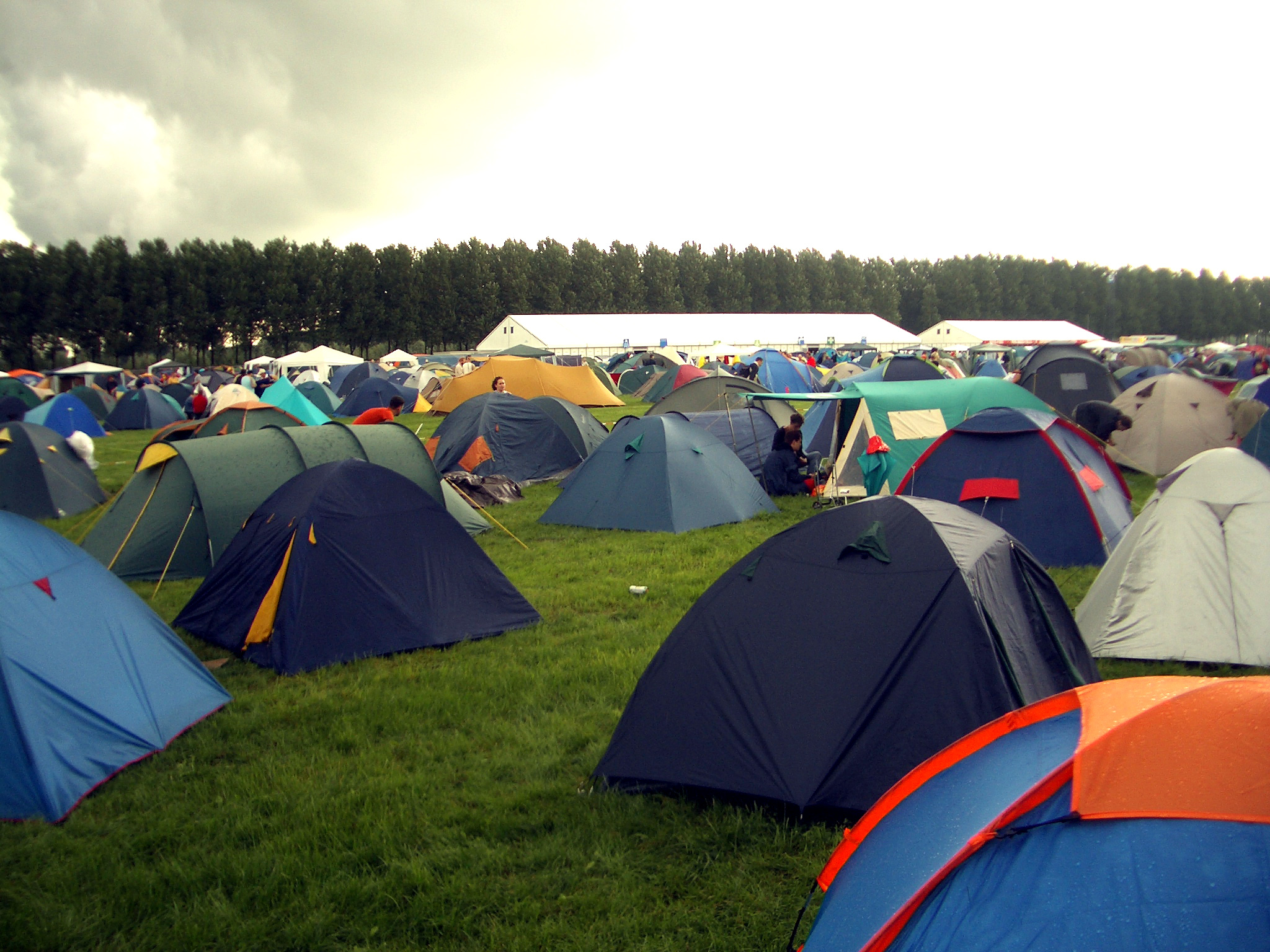
Wildes Zeltlager bei einer Musikveranstaltung

Ein Zeltlager ist ein Lager, dessen Unterkünfte, medizinische und leibliche Versorgungseinrichtungen und Vorratungshaltung aus Zelten bestehen.

## Beschreibungen
Jede Art von Lager kann als Zeltlager angelegt sein, meist ist damit jedoch ein Ferienlager gemeint, an dem Jugendliche in ihrer Freizeit freiwillig teilnehmen. Weiterhin oft als Zeltlager konzipierte Lager sind:
- Arbeitslager
- Flüchtlingslager
- Internierungslager
- Protest-Camp

Insbesondere bei großen und längerfristigen Zeltlagern spricht man auch von Zeltstädten.
Der Vorteil eines Zeltlagers liegt zum einen in der schnellen Errichtungszeit. Schon kurz nach Katastrophen können Zeltlager mit Versorgungs- und Schlafzelten aufgebaut werden. Zum anderen spricht auch die Flexibilität des Ortswechsels für ein derartiges Lager. Kurzfristige Änderungen der Kapazitäten können ebenso rasch vollzogen werden wie die nachträgliche Verlegung in besseres Gelände.

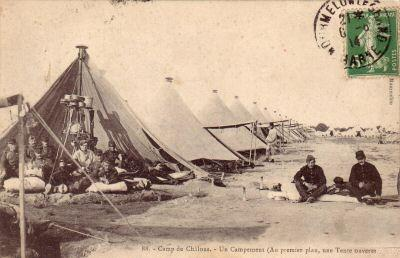
Zeltlager französischer Truppen im Ersten Weltkrieg

Zeltlager verfügen meist über sanitäre Anlagen am Rande des Platzes und in einer der Hauptwindrichtung abgewandten Seite (Lee). Nicht immer sind chemische Toiletten verfügbar, deshalb werden auch einfache Gruben mit mehreren Sitzgelegenheiten oder Einzelkabinen gebaut. Je nach Art des Zeltlagers existieren auch Kranken- und Sanitätszelte sowie Koch- und Esszelte. Auch findet man Versammlungsplätze an geeigneter, oft mittiger Stelle innerhalb des Lagers.

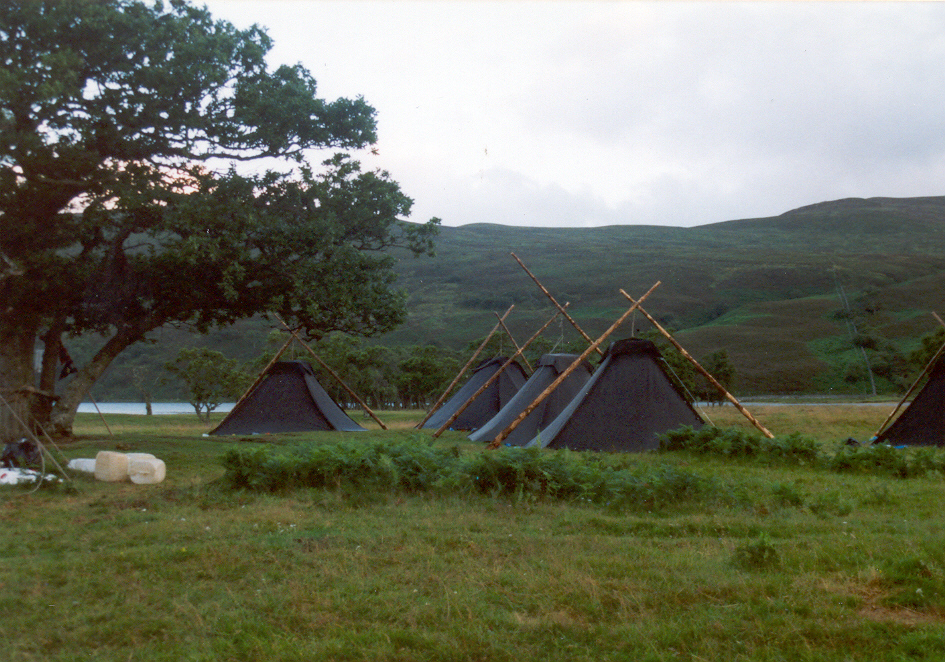
Pfadfinderlager mit Kohten

## Ferienlager
Viele Zeltlager werden als Ferienlager durchgeführt und dauern meistens zwischen einer und drei Wochen. Sie werden oft von einem Träger der Jugendarbeit, etwa einem Jugendverband, ausgerichtet. Die Entstehung dieser Zeltlager geht auf die Jugendbewegung des frühen 20. Jahrhunderts zurück. Oft treffen sich zahlreiche Jugendgruppen an vorher verabredeten Stellen und bilden ein gemeinsames großes Lager. Zu großen Veranstaltungen wie beispielsweise beim Weltjugendtag 2005 in Deutschland oder internationalen Friedenskongressen werden speziell Zeltlager seitens der Veranstalter oder der Kommunen konzipiert, um der Fülle der jugendlichen Teilnehmer zu begegnen.

### Veranstalter

#### Pfadfinderzeltlager
Mittelpunkt eines Zeltlagers von Pfadfindergruppen oder anderen erlebnispädagogisch orientierten Freizeitgruppen ist meist das Lagerfeuer. Symbol der lagernden Gruppe ist oft eine an einem Mast befestigte Fahne oder ein Wimpel. Der Verlust dieses Symbols bedeutet einen Ehrverlust für die Gruppe, weshalb sowohl Feuer als auch Fahne von Nachtwachen beaufsichtigt werden. Typische Zelte der deutschen Pfadfindergruppen sind die Kohten und Jurten.

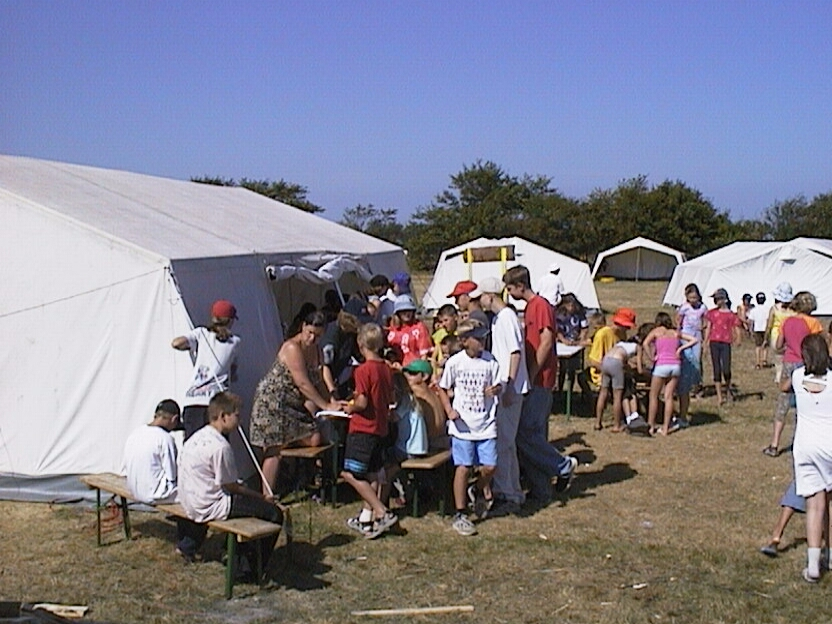
Falken-Zeltlager

#### Falken-Zeltlager
Die Zeltlager der Falken sind an der Tradition der Kinderrepubliken orientiert und versuchen, eine selbstverwaltete und selbstbestimmte Gemeinschaft zu bilden. Das gemeinschaftliche Leben von Mädchen und Jungen, demokratische und solidarische Lernprozesse und internationale Begegnungen im Rahmen der weltweiten Gruppierungen International Falcon Movement und International Union of Socialist Youth kennzeichnen viele der oft mehrere tausend Menschen beherbergenden, dreiwöchigen Zeltlager. Aber auch kleinere regionale Zeltlager werden durchgeführt.

Zeltlager der Schönstatt-Mannesjugend Paderborn

#### Schönstatt-Zeltlager
Die Schönstattjugend bietet ebenfalls Zeltlager für Mädchen und Jungen an. Die meist sieben bis zehn Tage dauernde Zusammenkunft wird mit jährlich wechselnde Thematik vorbereitet und durchgeführt. Durch Lager-Themen wie Indianer, Asterix, Ritter, Ägypten soll das Zeltlager abwechslungsreich gestaltet sein. Angeknüpft wird auch immer an allgemeine Religions- und Schönstatt-Thematik und die Kentenich-Pädagogik. Auch hier gibt es Nachtwachen, um die Fahne und anderes zu schützen.

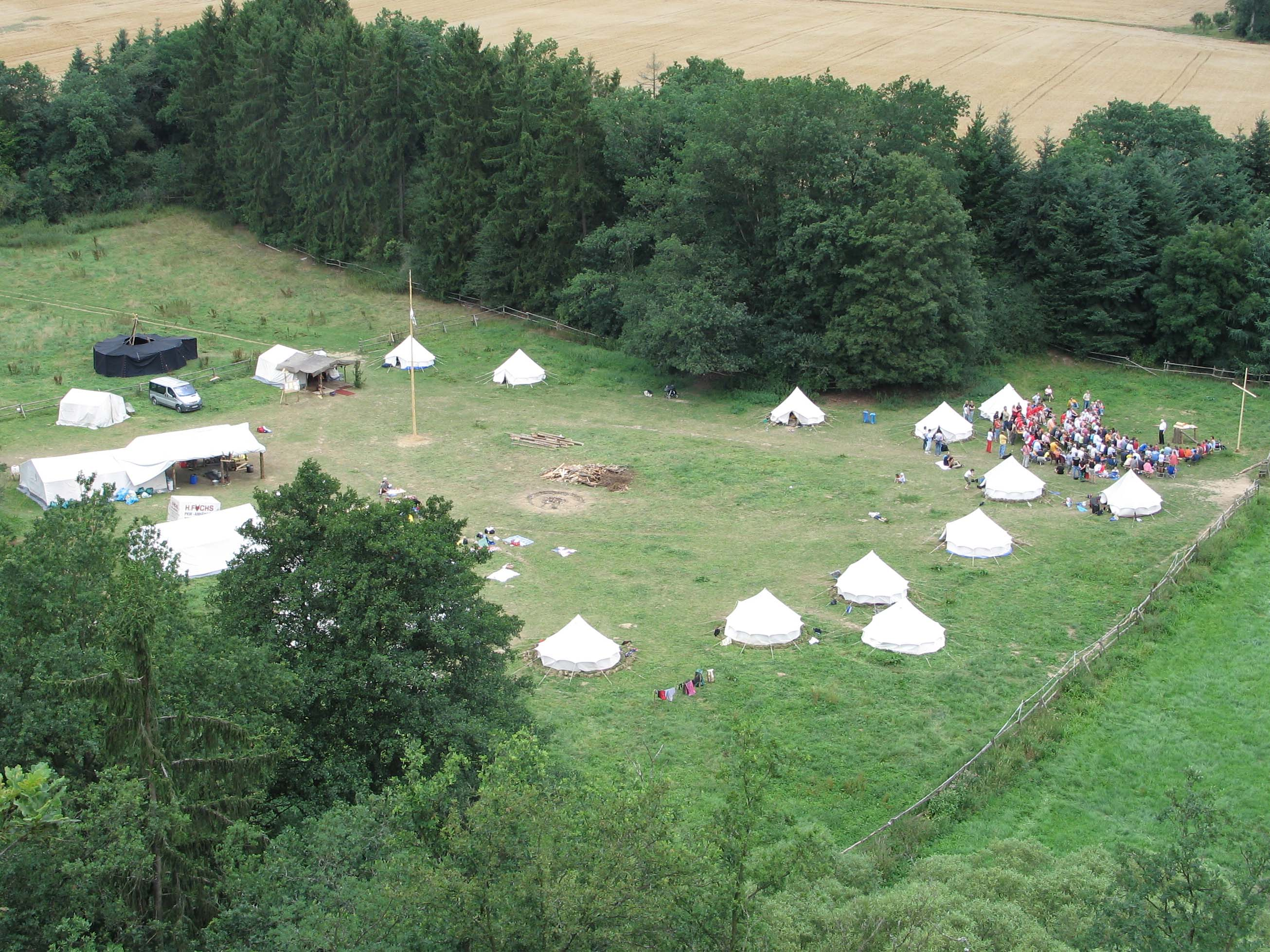
Zeltlager der katholischen Gemeinde St. Georg Rüsselsheim

#### Kirchliche Zeltlager
Zahlreiche andere kirchliche Organisationen wie Gemeindejugendgruppen, Ortsgruppen des Evangelischen Jugendwerks in Württemberg (ejw), des EC, des BDKJ, der KLJB, des CVJM oder des BESJ führen ebenfalls Zeltlager durch, die sich von Ausstattung und Konzept her unterscheiden. Gemeinsam ist ihnen das Ziel der Vermittlung von christlichen Glaubensinhalten, etwa durch tägliche Andachten, Bibelstunden und gemeinsamem Tischgebet. Ein weiteres Ziel ist die Vermittlung von christlichen Werten wie Toleranz, Gleichheit, Solidarität und Selbstbestimmung.
Die überwiegende Anzahl von Zeltlager kirchlicher Träger sind heute multikonfessionell und weitgehend weltoffen. Hierbei dient das Konzept des Zeltlagers hauptsächlich zur Unterstützung und Förderung der erlebnisorientierten Jugendarbeit und trägt somit – insbesondere zu den Ferienzeiten – auch zur Entlastung von berufstätigen Eltern bei. Die Verbreitung von bibelorientierten Glaubensinhalten steht hierbei auch aufgrund der Multikonfessionalität nicht im Vordergrund.

### Integrative Zeltlager
Bei integrativen Zeltlagerfreizeiten wird neben der eigentlichen Freizeitgestaltung das zusätzliche Ziel verfolgt, für behinderte und nichtbehinderte Kinder ein gleichermaßen anspruchsvolles wie lösbares Programm zu gestalten. Im Gegensatz zu anderen Formen des Zeltlagers ist bei dieser Art der Freizeit ein besonders hoher Betreuungsaufwand von pädagogischem Fachpersonal nötig, um einerseits den pflegerischen Bedürfnissen der Kinder gerecht zu werden, andererseits das Programm auf beide Zielgruppen abzustimmen, auszugleichen und auszuschmücken. Speziell die nichtbehinderten Kinder sollen dabei lernen, auf behinderte Kinder einfacher zugehen zu können, mögliche Berührungsängste zu reduzieren und die vorhandenen Stärken zu erkennen.